# Ersta malmgård

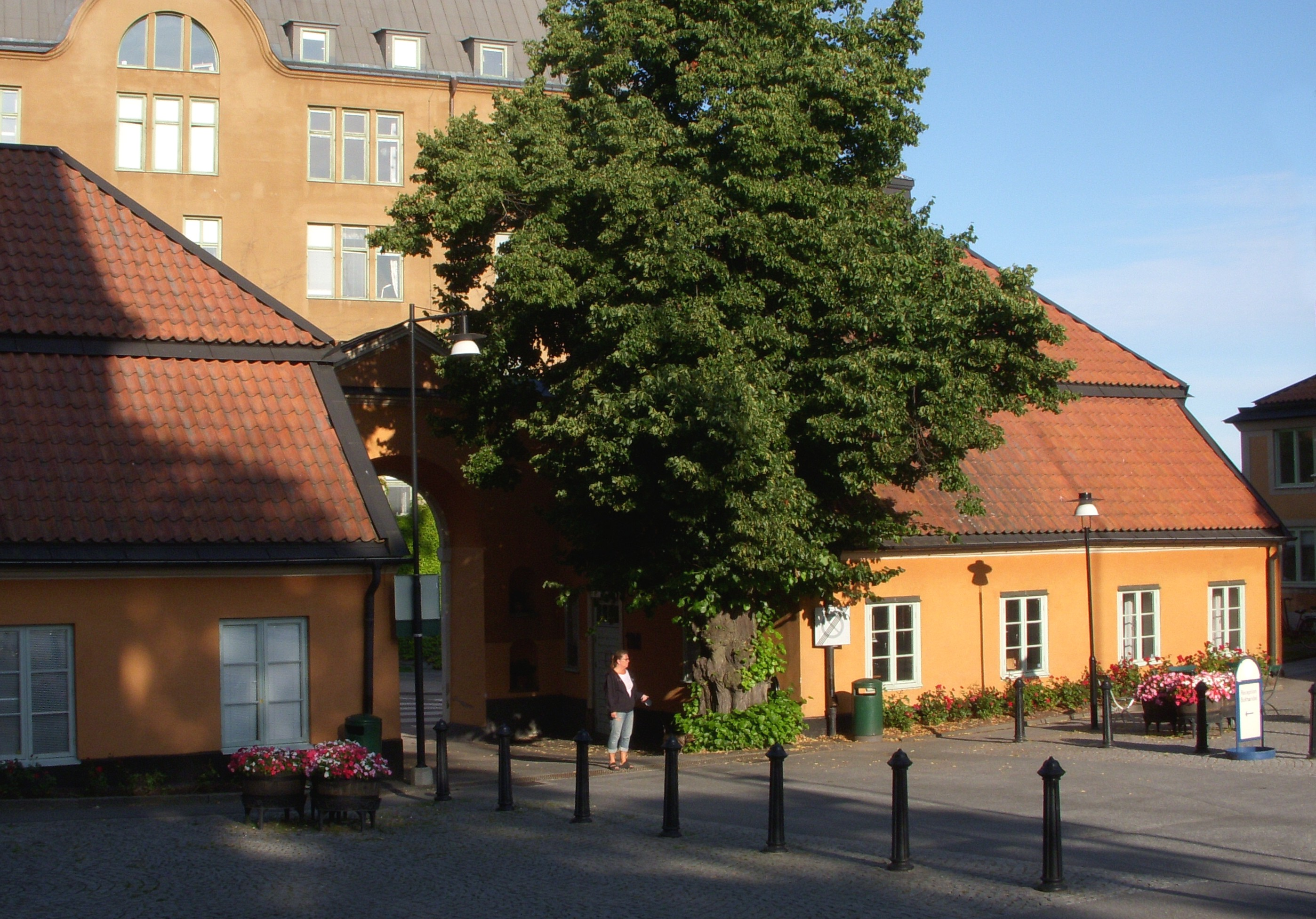
Ersta malmgårds kvarvarande byggnader.

Ersta malmgård var en malmgård på Södermalm i Stockholm. Gården låg vid nuvarande Erstagatan på området för dagens Ersta diakoni. Bara två byggnader och en smidesgrind finns kvar från malmgårdens tid.
Ersta är även kvartersnamnet för det område där Ersta diakoni ligger idag.

## Historik

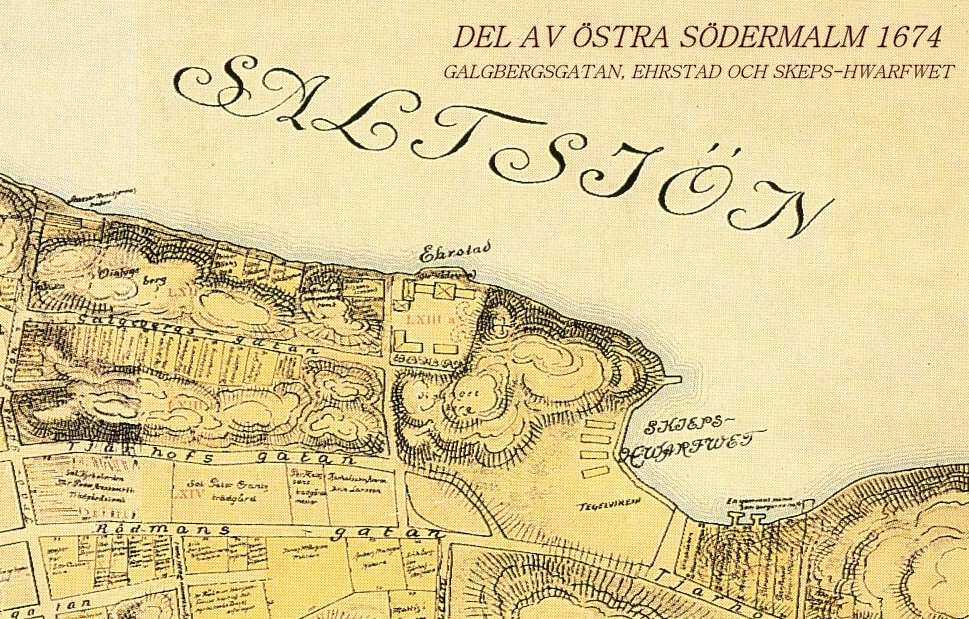
Del av karta från 1674 visande "Ehrstad".

Den första gården uppfördes förmodligen på 1670-talet av en brännvinsbrännare Oluf Håkansson, hans tomt var på 4 140 m2, det mesta berg.  Fram till 1600-talets slut fanns galgen kvar på Stigberget vid dagens Stigbergsgatan och omgivningen var därför inte särskild attraktiv. I och med att galgen flyttades till Skanstull och Stockholms stora skeppsvarv anlades vid Tegelviken blev området mera intressant för Stockholms välbeställda familjer. År 1701 utmärks det som en trädgårdsanläggning.
I Holms tomtbok från 1674 kallas området Ehrstad (alltså Ersta) och några byggnader redovisas där. Husen förvärvades 1722 av handelsmannen Johan Adam Pettersson. Han sökte lagfart på den gård i Södermalm wid S:ta Catharina östre Kyrkogata i quarteret Erstabacken. Pettersson byggde ut både hus och trädgård. Trädgården anlades i terrassform, den svåra terrängen tillät inte barockstil, som annars var vanlig. Egendomen gick så småningom över till Johan Adam Petterssons son handelsmannen Wollter Pettersson och efter honom följde en lång rad ägare bland dem Johan Abraham Grill, direktör för Ostindiska kompaniet och assessorn i Bergskollegiet Bengt Andersson Qvist. Qvist byggde på 1770-talet ett degelstålverk på Ersta. Erstastålet var av god kvalitet. Om denna tillverkningen berättade Per Anders Fogelström 1969 i "Ett berg vid vattnet": Någon lysande framgång blev verket aldrig, men det torde dock under ett 20-tal år hava givit sina ägare en rimlig bärning…

## Ersta diakoni
År 1862 överläts Ersta malmgård av dåvarande ägaren justitierådet Axel Adlercreutz till Diakonisällskapet som uppförde nya byggnader på tomten. Av den ursprungliga gården finns bara de två porthusen kvar, sammanbyggda med en portal. I det norra porthuset finns Ersta museum, som visar Ersta diakonis historia. I det södra porthuset finns Ersta Oblatbageri som tillverkar oblater för bruk vid nattvard.
Grinden i hörnet Erstagatan/Fjällgatan är förmodligen från 1600-talets slut och flyttades hit från annan plats inom Ersta.

## Bilder

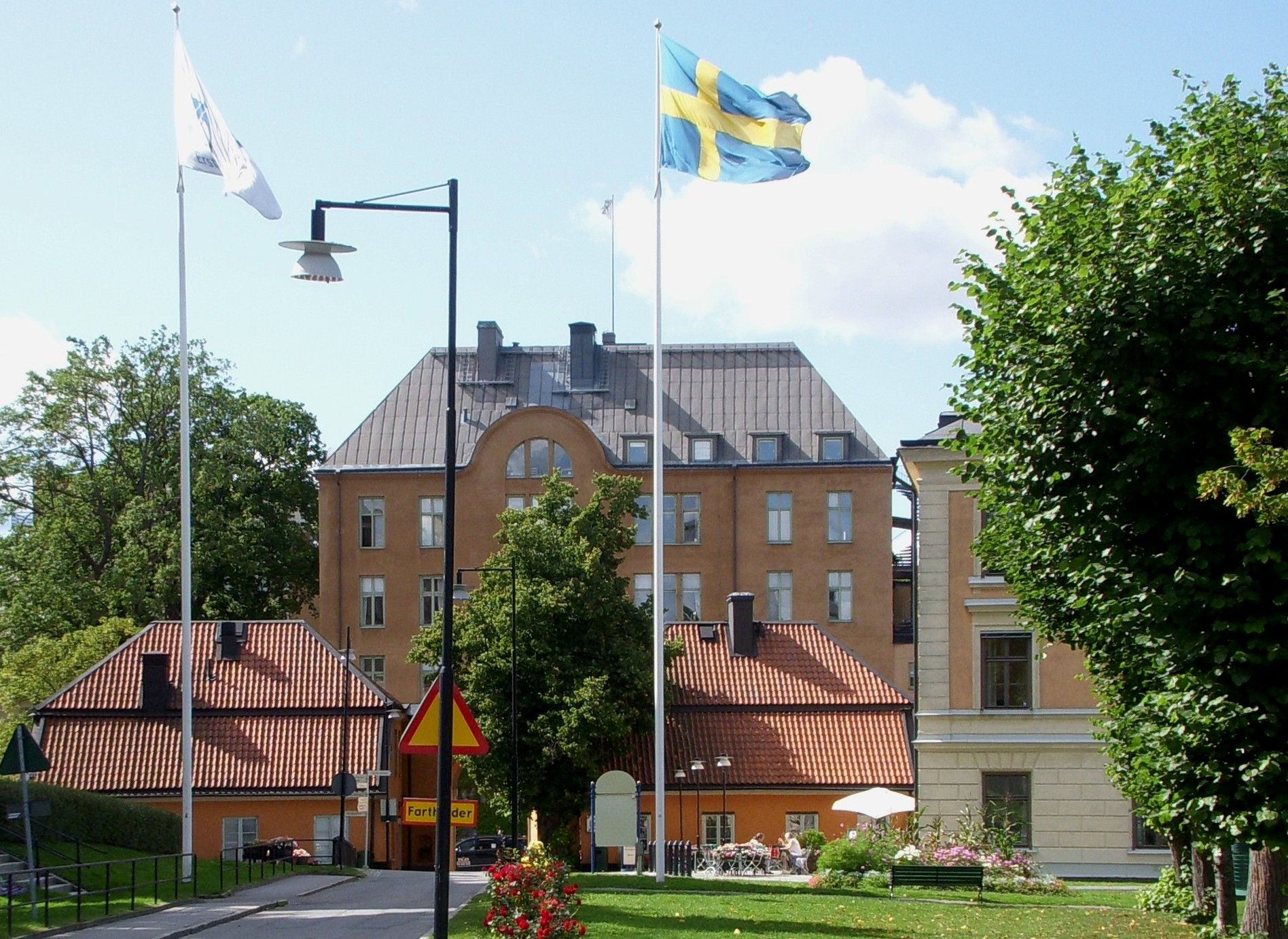
Portalbyggnaderna och Ersta sjukhus
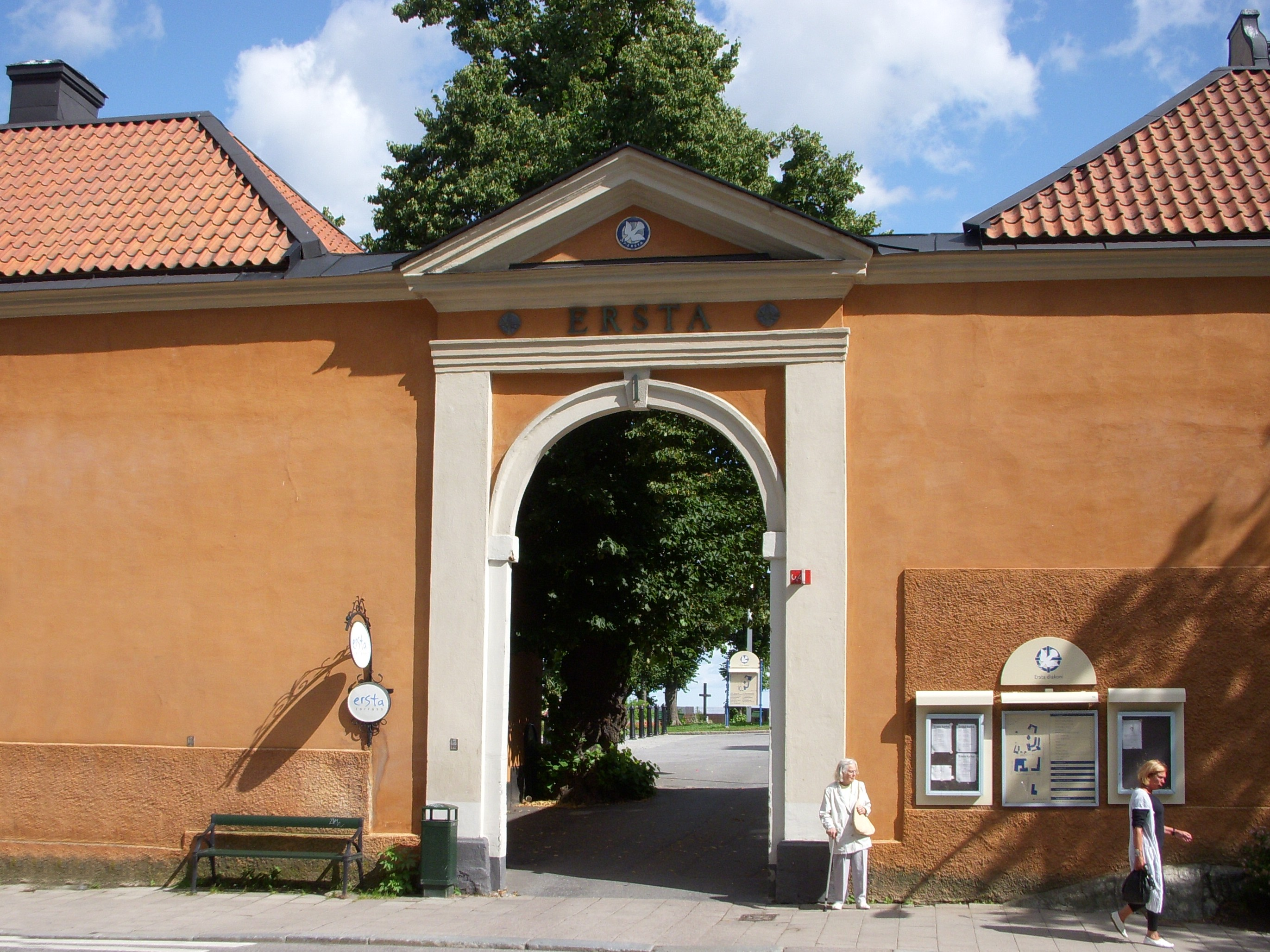
Portalen från Erstagatan
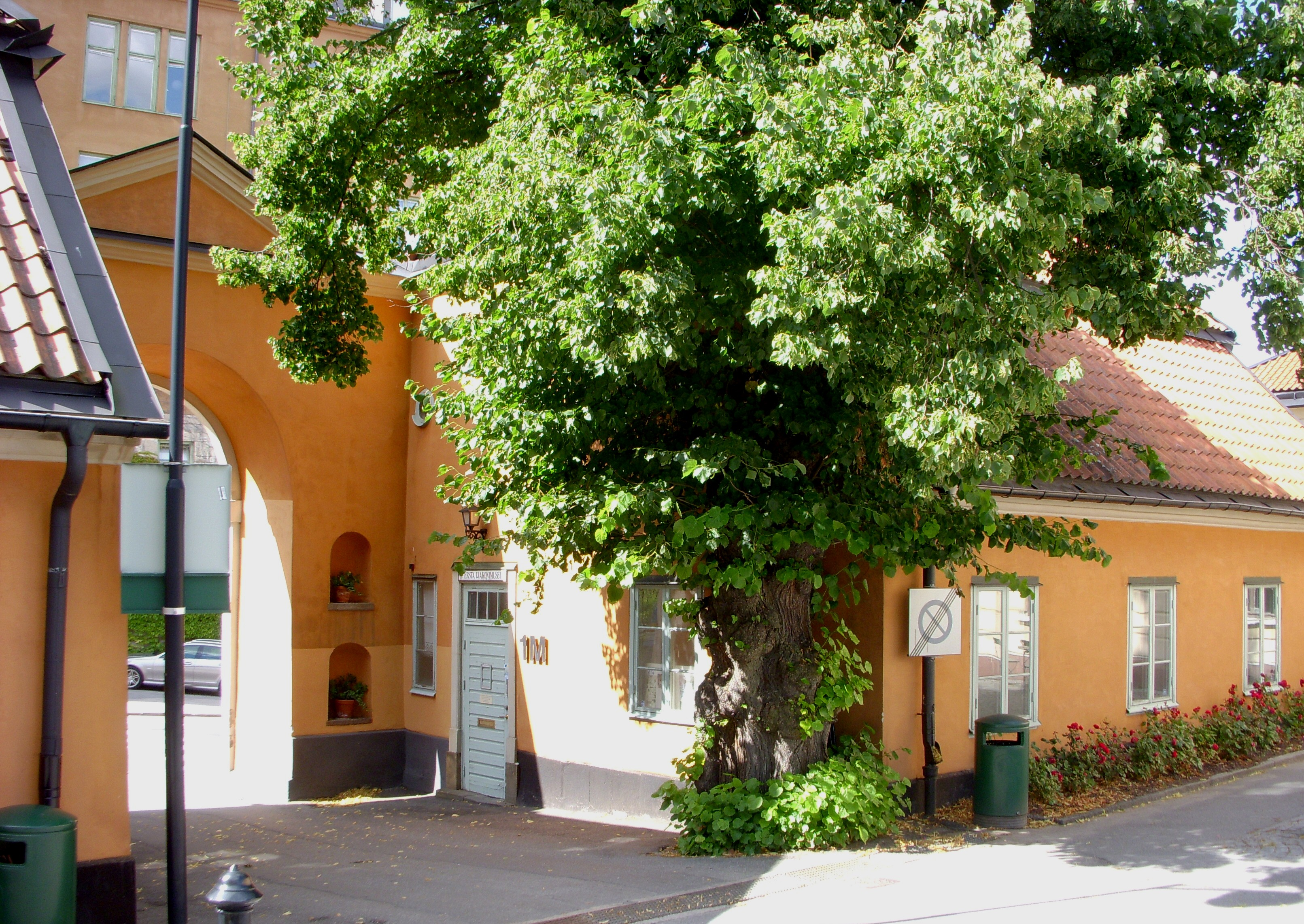
Norra huset
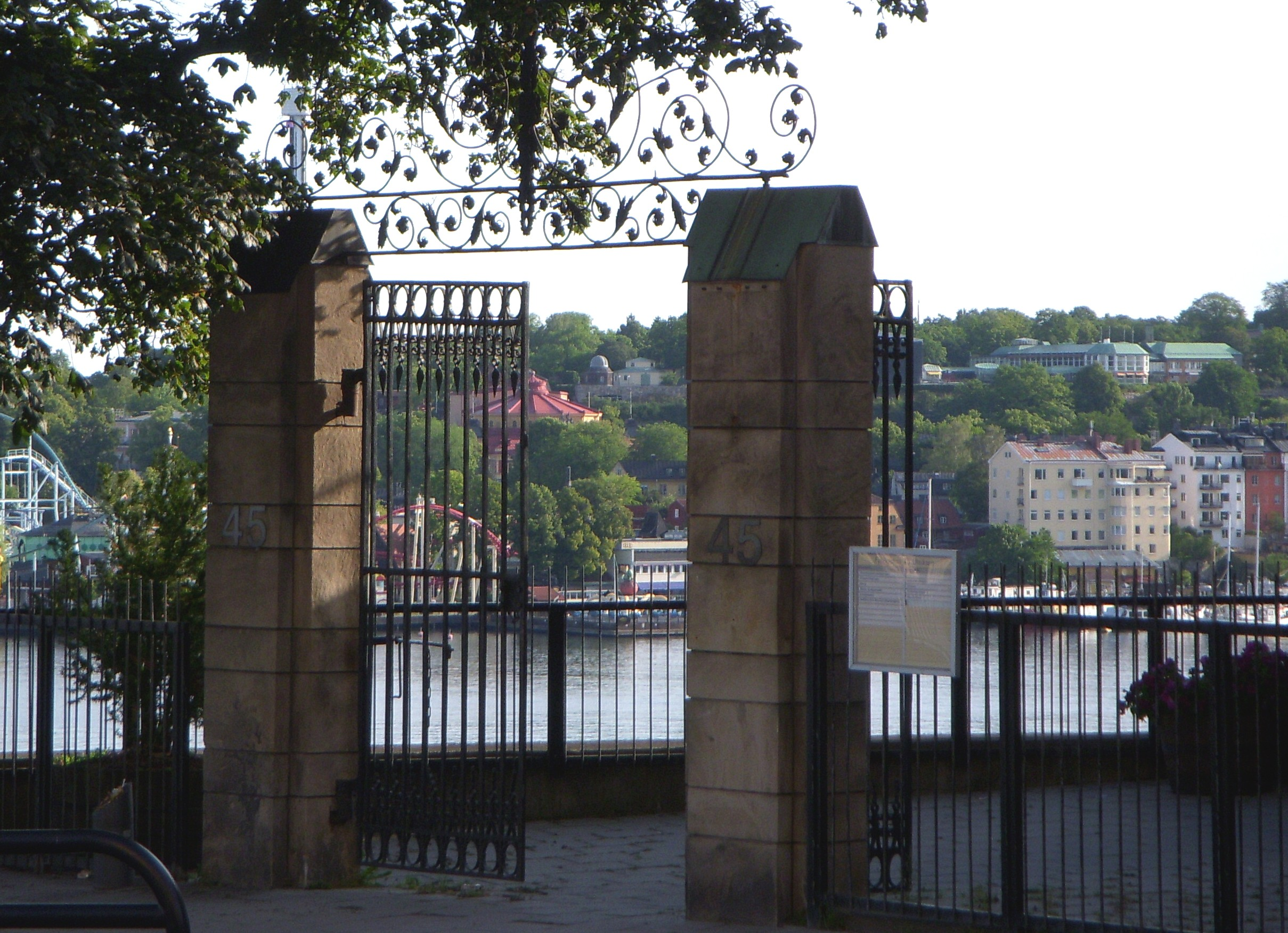
Grinden